# Distrito de Pacarán

Provincia de Cañete en el Departamento de Lima, Perú

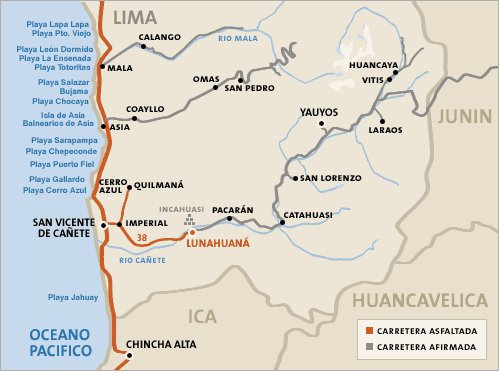
Mapa Carretera

El distrito de Pacarán es uno de los dieciséis que conforman la provincia de Cañete, ubicada en el departamento de Lima, en el Perú. Se encuentra dentro de la circunscripción del Gobierno Regional de Lima. Limita por el Norte con el distrito de Zúñiga; por el Sur con el distrito de Lunahuaná; por el Este con la provincia de Yauyos; y, por el Oeste con los distritos de Nuevo Imperial y Lunahuaná.
Dentro de la división eclesiástica de la Iglesia Católica del Perú, pertenece a la Prelatura de Yauyos

## Historia
Este hermoso lugar del valle de Cañete, históricamente se desarrolla desde la época preínca . El pueblo de Pacarán de pobladores llamados pacareños, se extendió de norte a sur, desde la ciudadela de Machuranga (Zúñiga) hasta el Puente Socci (Lunahuaná), cuya cabeza de región estaba ubicada en San Marcos (Pacarán).
La denominación quechua “Paccamarca”, es la composición por dos vocablos:
Pacca: Oculto, escondido. Marca (latín): Pueblo, Burgo, pueblo fronterizo.
Posteriormente, este vocablo sufrió cambios y quedó convertido en ”Pacaran“: El que está oculto”, efectivamente como se podrá apreciar Pacarán, se encuentra escondido entre cerros comarcanos de la costa.

### Época incaica
En esta época, estuvo habitado por los yungas o yuncas, que rendían culto principal a Pachacamac (disponedor y ordenador del mundo). Con este objeto construyeron templos, adoratorios, amplias plazas; pequeñas viviendas de piedras y posteriormente, de adobes. Los yuncas fueron sometidos al dominio de los incas por Pachacútec. Como testimonio, quedan los restos arqueológicos de San Marcos.

### Época virreinal
Dominado el imperio de los incas, los religiosos de la Orden Franciscana llevaron a cabo la fundación española de Pacarán en el año 1558. El trazo de las calles y plaza se realizó bajo la dirección del capitán Jerónimo Zurbano.
El Pueblo Viejo fue destruido y la población trasladada a este lugar, estableciéndose así la simbiosis de dos culturas (inca y española) siendo los españoles eminentemente religiosos, dedicaron las manzanas adyacentes a la Plaza de Armas para la construcción del Templo de San Francisco de Asís, convirtiéndose así en el Patrono del distrito.
En Pacarán se cultiva la uva desde que por primera vez traen las plantas desde España.
El enviado del Rey, Francisco de Caravantes. El valle de Cañete es el más próximo al Puerto de Pisco

### Época republicana
Pacarán formaba parte del Repartimiento del Arzobispado de Lima y fue elevado a la categoría de distrito el 2 de enero del año 1857.

## Geografía
Pacarán se encuentra ubicado al sur este de Lima a 149 km. y al este de Cañete a 54 km de la carretera Cañete - Yauyos.
Pacarán se encuentra en la zona Yunga en el Flanco Occidental de la Cordillera de los Andes, a una altitud de 700 m s. n. m. siendo Pacarán parte de un valle fértil que riega el río Cañete.
Pacarán es una hermosa creación de la naturaleza, posee un clima benigno seco, cálido y soleado permanentemente en todo el año.
Sus habitantes se dedican a la agricultura, siembran en gran escala vid, maíz morado, algodón, frutas, que llegan a diferentes mercados nacionales como: Lima y Cañete, también cultivan yuca, pallares, maíz, frejoles, etc.

## División administrativa
- Distrito
  - Pacarán, con 918 hab.
- Anexos
  - Jacayita, con 154 hab.
  - Romaní, con 318 hab.
- Centros Poblados
  - Huagil
  - Pueblo Nuevo
  - jacaya

## Autoridades

### Municipales
- 2015 - 2018[2]
  - Alcalde: Julio César Chanca Chupallo , Fuerza Regional.
  - Regidores:

### Policiales
- Comisaría de Pacarán
  - Comisario: Mayor PNP Juan José Chávez Morales.[3]

### Religiosas
- Prelatura de Yauyos[4]
  - Obispo Prelado: Mons. Ricardo García García.
- Parroquia San Francisco de Asís[5]
  - Párroco: Pbro. Ricardo Oropeza Negrón.
  - Vicario parroquial: Pbro. Marvin Leonel Cárdenas Espíritu

## Educación

### Instituciones educativas
- IEI N.º 509
- IEI N.º 603
- IEP N.º 20877 JACAYITA
- IEP N.º 20175 ROMANI
- IEP N.º 20174 PACARAN
- IEP SANTIAGO ANTUNEZ DE MAYOLO
- IESTP PACARAN

## Calendario turístico
- En enero se celebra la bajada de reyes.
- En febrero se celebra los carnavales y la danzas de las Mascaritas.
- En marzo se celebra la vendimia de la uva.
- En abril se celebra el señor del triunfo y la Semana Santa.
- En mayo se celebra la cruz de tres de mayo y el festival de la Chapana.
- En junio se celebra la Fiesta de la Santísima Cruz de San Juan y la Fiesta de Corpus Cristi.
- En julio se celebra el Festival del pisco puro, las Fiestas Patrias y el Tradicional VeintiochitO celebrado en el Anexo de Romaní
- En agosto se celebra Santa Rosa de Lima.
- En septiembre se celebra el día de la Primavera y labores agrícolas.
- En octubre se celebra la Fiesta de nuestro Patrón "San Francisco de Asís", el Festival del Tamal y el Señor de los Milagros
- En noviembre se celebra el día de todos los Santos y el Festival del Tamal.
- En diciembre se celebra el Nacimiento del Niño Jesús y la Navidad.